# Comic Blade
Comic Blade (月刊コミックブレイド Gekkan Komikku Bureido?, Cómic cuchilla mensual) es una revista japonesa de shōnen publicada por la editorial Mag Garden. Fue publicada por primera vez en febrero de 2002.

## Manga publicado en Comic Blade
- ARIA
- Amanchu!
- Erementar Gerad
- Mahō Tsukai no Yome
- Matantei Loki Ragnarok
- Peacemaker Kurogane
- Rain
- Tales of Symphonia

- Datos: Q81287